# Pavel Mialeshka
Pavel Mialeshka (24 de noviembre de 1992) es un deportista de Bielorrusia que compite en atletismo. Ganó una medalla de plata en el Campeonato Europeo de Atletismo por Equipos de 2019, en la prueba de lanzamiento de jabalina.